# 眠狂四郎女妖剣
『眠狂四郎女妖剣』（ねむりきょうしろうじょようけん）は、1964年公開の日本映画。池広一夫監督、市川雷蔵主演による時代劇。これまでの3作品は余りヒットせず、今作も同様であれば、今作をもってシリーズ終了も検討されていたが、ヒット作品となり、製作が継続されることとなった。シリーズ4作目。

## 配役
- 市川雷蔵 : 眠狂四郎[4]
- 藤村志保 : 小鈴
- 久保菜穂子 : びるぜん志摩
- 春川ますみ : お仙
- 小林勝彦 : 鳥蔵
- 沖時男 : 守山行次郎
- 伊達三郎 : 易者
- 根岸明美 : 巫女青蛾
- 毛利郁子 : 菊姫
- 浜村純 : 室屋醇堂[4]
- 水原浩一 : 利倉屋与兵衛
- 稲葉義男 : 備前屋徳右衛門
- 中谷一郎 : 武部光源
- 城健三朗 : 陳孫
- 阿井美千子[5] : 藤尾[4]

## 併映作品
- 『座頭市血笑旅』: 勝新太郎主演、三隅研次監督

## 市川雷蔵主演 眠狂四郎シリーズ
- 眠狂四郎殺法帖（1963年11月2日公開) 監督：田中徳三
- 眠狂四郎勝負（1964年1月9日公開）監督：三隅研次
- 眠狂四郎円月斬り（1964年5月23日公開）監督：安田公義
- 眠狂四郎女妖剣（1964年10月17日公開）監督：池広一夫
- 眠狂四郎炎情剣（1965年1月13日公開）監督：三隅研次
- 眠狂四郎魔性剣（1965年5月1日公開）監督：安田公義
- 眠狂四郎多情剣（1966年3月12日公開）監督：井上昭
- 眠狂四郎無頼剣（1966年11月9日公開）監督：三隅研次
- 眠狂四郎無頼控 魔性の肌（1967年7月15日公開）監督：池広一夫
- 眠狂四郎女地獄（1968年1月13日公開）監督：田中徳三
- 眠狂四郎人肌蜘蛛（1968年5月1日公開）監督：安田公義
- 眠狂四郎悪女狩り（1969年1月11日公開）監督：池広一夫